# 太清宗渭
太清宗渭（たいせい そうい）は、鎌倉時代末期から南北朝時代の臨済宗の僧。

## 経歴・人物
丹波西禅院の雪村友梅の室に入り、印可をうける。のち美濃神渕山龍門寺、鎌倉浄智寺、京都天竜寺、南禅寺、相国寺の住持を歴任した。